# 蘇札娜·斯瑪塔諾娃

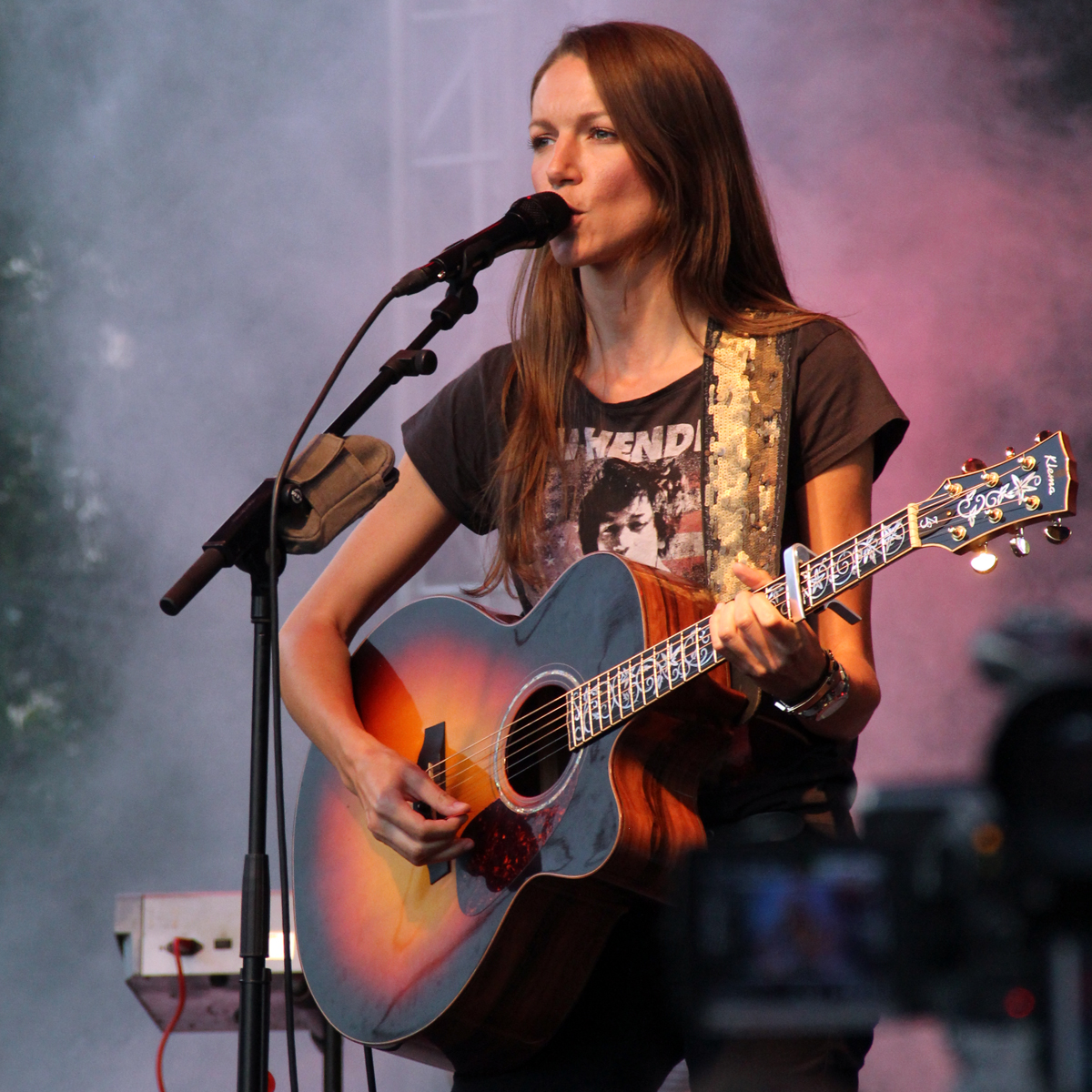
蘇札娜·斯瑪塔諾娃

蘇札娜·斯瑪塔諾娃（1984年6月14日—），斯洛伐克蘇洛夫-赫拉德納（Súľov-Hradná）出生的流行搖滾樂歌手。她以斯洛伐克語和英語唱歌、作詞。她會彈奏鋼琴、長笛、吉他。
1998年她被突爾奇恩斯基·特普利徹（Turčianske Teplice）教學與社會科學院取錄，但她愛作曲多於當教師。
2003年她獲得了斯洛伐克可口可樂流行巨星獎及歐瑞爾（Aurel）2003年年度發現獎。

## 唱片
- Entirely good (2003年9月8日)
- Svet mi stúpil na nohu (2005年10月10日)
- Tabletky odvahy (2007年9月24日)

她也和迪斯模（Desmod ，Skupinová terapia專輯的Pár dní）和 IMT笑容（IMT Smile，Exotica專輯的Úsmev a čaj（我是Tea-Smile））合作。

## 外部連結
- 官方網站(斯洛伐克語) （页面存档备份，存于）